# Opisthoncus sexmaculatus
Opisthoncus sexmaculatus är en spindelart som först beskrevs av Koch C.L. 1846.  Opisthoncus sexmaculatus ingår i släktet Opisthoncus och familjen hoppspindlar. Inga underarter finns listade i Catalogue of Life.